# The Ascent (video juego)
The Ascent es un videojuego de rol de acción con temática cyberpunk desarrollado por el estudio de juegos independiente sueco Neon Giant y publicado por Curve Digital  para Microsoft Windows, Xbox Series X/S y Xbox One el 29 de julio de 2021. Fue desarrollado utilizando Unreal Engine 4 por un equipo de 12 personas y es el debut de Neon Giant en la industria.  El juego recibió críticas positivas de los críticos tras su lanzamiento, con elogios por sus imágenes, combate y banda sonora, pero críticas por el énfasis en el grinding .

## Jugabilidad
El Ascenso se presenta desde una vista isométrica con vistas a los personajes. Es un tirador de doble palo . Incluye la capacidad de apuntar tanto alto como bajo a objetivos enemigos, lo que permite al jugador diferenciar entre disparar a enemigos más cercanos o más lejanos. Esta mecánica es clave para el sistema de cobertura del juego, ya que permite al jugador apuntar a los enemigos por encima de los accesorios del entorno. El jugador puede personalizar completamente la apariencia de su personaje y puede aumentarlo con actualizaciones de software cibernético para obtener nuevas habilidades y destrezas. Los jugadores tienen un dispositivo cibernético actualizable, que pueden usar para obtener acceso o "piratear" áreas previamente bloqueadas y saquear ciertos cofres.  El juego presenta un entorno destructible que reacciona a las acciones del jugador, como impactos de bala, poderes de habilidad y explosiones. Se implementa un sistema de viaje rápido en el juego a través de un sistema de metro incorporado y un taxi pago, lo que permite al jugador viajar grandes distancias rápidamente en el juego. Es un juego de mundo abierto que IGN describió como "esencialmente sin pantallas de carga".  Derrotar enemigos le permite al jugador recolectar botines de varias rarezas. Los artículos se pueden obtener completando misiones, explorando el mundo o comprándolos a proveedores con la moneda del juego.  Los modos de juego incluyen un jugador, cooperativo local y cooperativo en línea con un máximo de 4 jugadores.

## Desarrollo
The Ascent es desarrollado por Neon Giant, un equipo de 12 personas.   El 28 de junio de 2018, se anunció que Epic Games había otorgado a Neon Giant una de las 37 subvenciones para desarrolladores basadas en su trabajo en un título no anunciado ambientado en un "nuevo mundo cyberpunk". Por lo cual recibieron entre $5,000 y $50,000 para ayudar a avanzar el proyecto.  Alrededor de mayo de 2019, Neon Giant había llegado a un acuerdo con Microsoft . El director creativo Tor Frick dijo que ellos (Microsoft) estaban "inmediatamente muy entusiasmados" con lo que habían hecho en su etapa inicial de desarrollo.  El juego fue desarrollado usando Unreal Engine 4 . 
La inspiración del juego provino de los cómics de 2000 AD, así como de la serie Robocop .  El lanzamiento de Cyberpunk 2077 casi al mismo tiempo resultó algo frustrante para el equipo, ya que el mundo de los dos juegos presenta varias similitudes, aunque Neon Giant no se dio cuenta de ellas hasta finales del desarrollo. En un momento, el equipo consideró obtener una vista previa de su juego más de lo que planeaban, solo para demostrar que no estaban copiando CD Projekt . El compositor de The Witcher y Dying Light, Paweł Błaszczak, escribió la partitura de The Ascent .  La banda sonora original tiene una duración de poco menos de dos horas (114 minutos) y consta de 30 pistas. La banda sonora presenta música original de numerosos artistas con licencia, como Maximum Love . 

## Lanzamiento y marketing
The Ascent se anunció el 7 de mayo de 2020,  junto con un avance revelador el mismo día.  Originalmente un título de lanzamiento de Xbox Series X, el juego se retrasó  y se lanzó el 29 de julio de 2021 en Windows 10, Xbox Series X/S y Xbox One .  Se incluyó con la suscripción a Xbox Game Pass en el momento del lanzamiento.  El 24 de febrero de 2022, se anunció que The Ascent se lanzaría en PlayStation 4 y PlayStation 5, con un avance revelador.  El puerto de PlayStation finalmente se lanzó el 24 de marzo de 2022. El 18 de agosto de 2022 se lanzó un paquete de contenido descargable titulado Cyber Heist . Ambientado después de los eventos del juego principal, Cyber Heist se desarrolla en nuevas ubicaciones y presenta nuevas misiones y misiones secundarias. Introduce armas cuerpo a cuerpo como Rock Crusher y Guillotine. 

## Recepción
The Ascent recibió críticas "mixtas o promedio" de críticos para Windows y Xbox Series X/S, según el agregador de reseñas Metacritic ;   la versión de PlayStation 5 recibió críticas "generalmente favorables". 
Game Informer le dio al juego una puntuación de 7,25/10 y escribió: " The Ascent ofrece diversión cooperativa sin sentido en un hermoso mundo ciberpunk que termina enfatizando el estilo sobre la sustancia".  IGN lo calificó con 7/10, resumiéndolo con: "El satisfactorio bucle de juego de rol y acción ' The Ascent se mezcla con su hermosa estética cyberpunk para crear una experiencia agradable en general. Ni su historia ni sus personajes son tan memorables., y sus encuentros con enemigos pueden tropezar hacia el final, pero su juego de armas y su ultraviolencia en un mundo empapado de neón se combinan para crear un juego cooperativo que no ves todos los días". 
GameSpot le dio al juego un 6/10 y dijo: "Incluso si The Ascent fuera completamente funcional y equilibrado de una manera en la que construir un personaje para convertirse en el guerrero Indent definitivo se sintiera genial, está el hecho de que gran parte del juego está diseñado para Siéntete como servidumbre... Tus jefes te insultan cuando realizas tu tarea, te ignoran cuando lo has hecho bien y no te ofrecen recompensas por el éxito. Durante gran parte del tiempo de juego, The Ascent se siente como, bueno, una cuesta arriba. batalla." uVeJuegos.com le dio al juego un 8/10, elogiando la banda sonora del juego, afirmando que "cumple con los requisitos que todo trabajo cyberpunk necesita, con sus sonidos de sintetizador, sensación futurista y ritmo de ondas sintéticas " y que "el trabajo del compositor Paweł Błaszczak y con licencia canciones de artistas como Maximum Love y Extra Terra fueron notables y agradables de escuchar". 

El 4 de agosto de 2021, el editor Curve Digital anunció que The Ascent registró los mayores ingresos por ventas del fin de semana de apertura de su historia, generando más de 5 millones de dólares en ventas. Durante este tiempo, The Ascent se convirtió en el juego número uno más vendido en todo el mundo en las listas globales de Steam .  Después del lanzamiento, el desarrollador Neon Giant declaró que The Ascent fue un "esfuerzo monumental" para un equipo de 12 personas y que se sintieron abrumados por la respuesta positiva de la base de jugadores. Durante la 25.ª edición de los Premios DICE, la Academia de Artes y Ciencias Interactivas nominó a The Ascent como Juego de acción del año . 